# اس‌اوآر

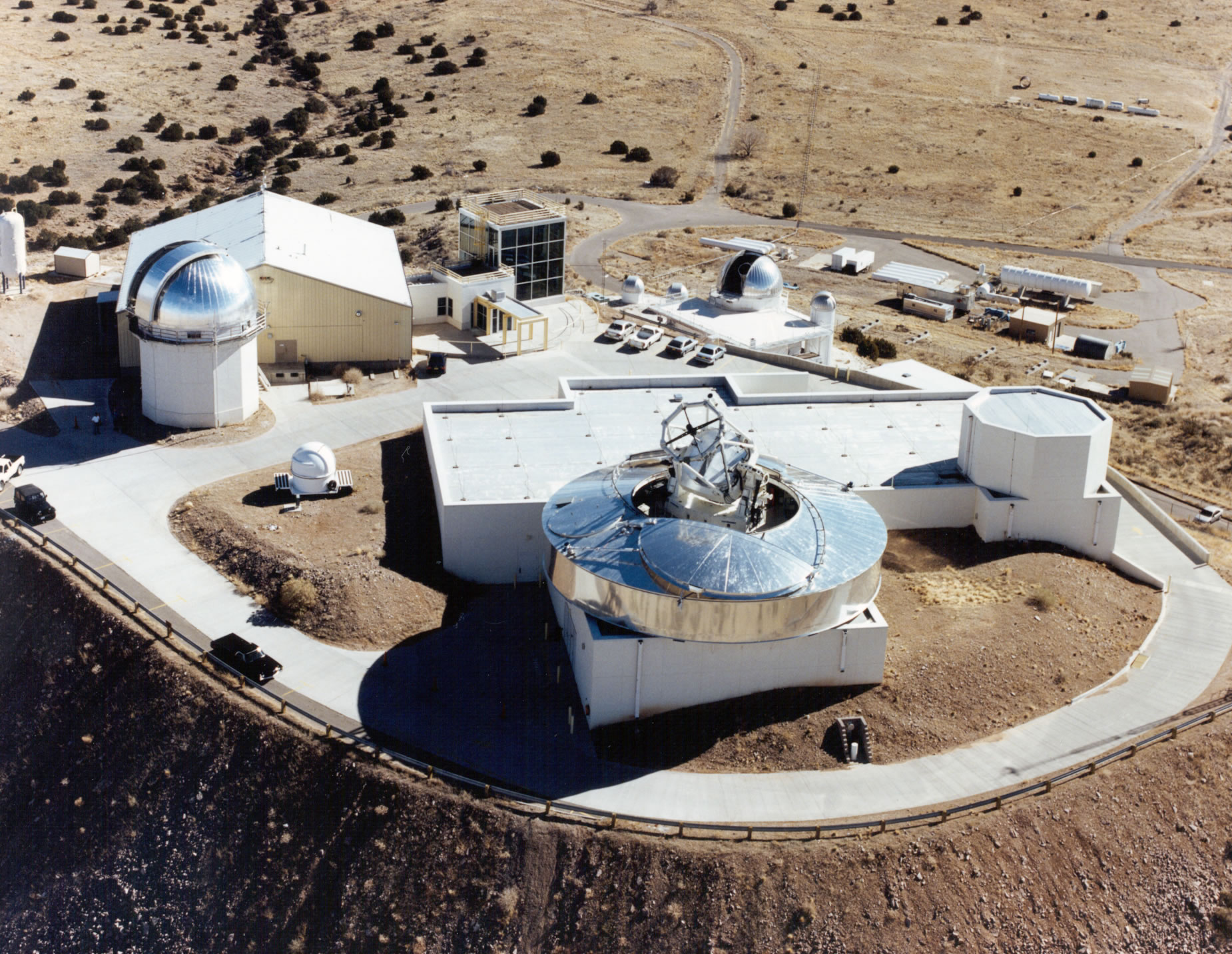
نمایی از تأسیسات اس‌اوآر.

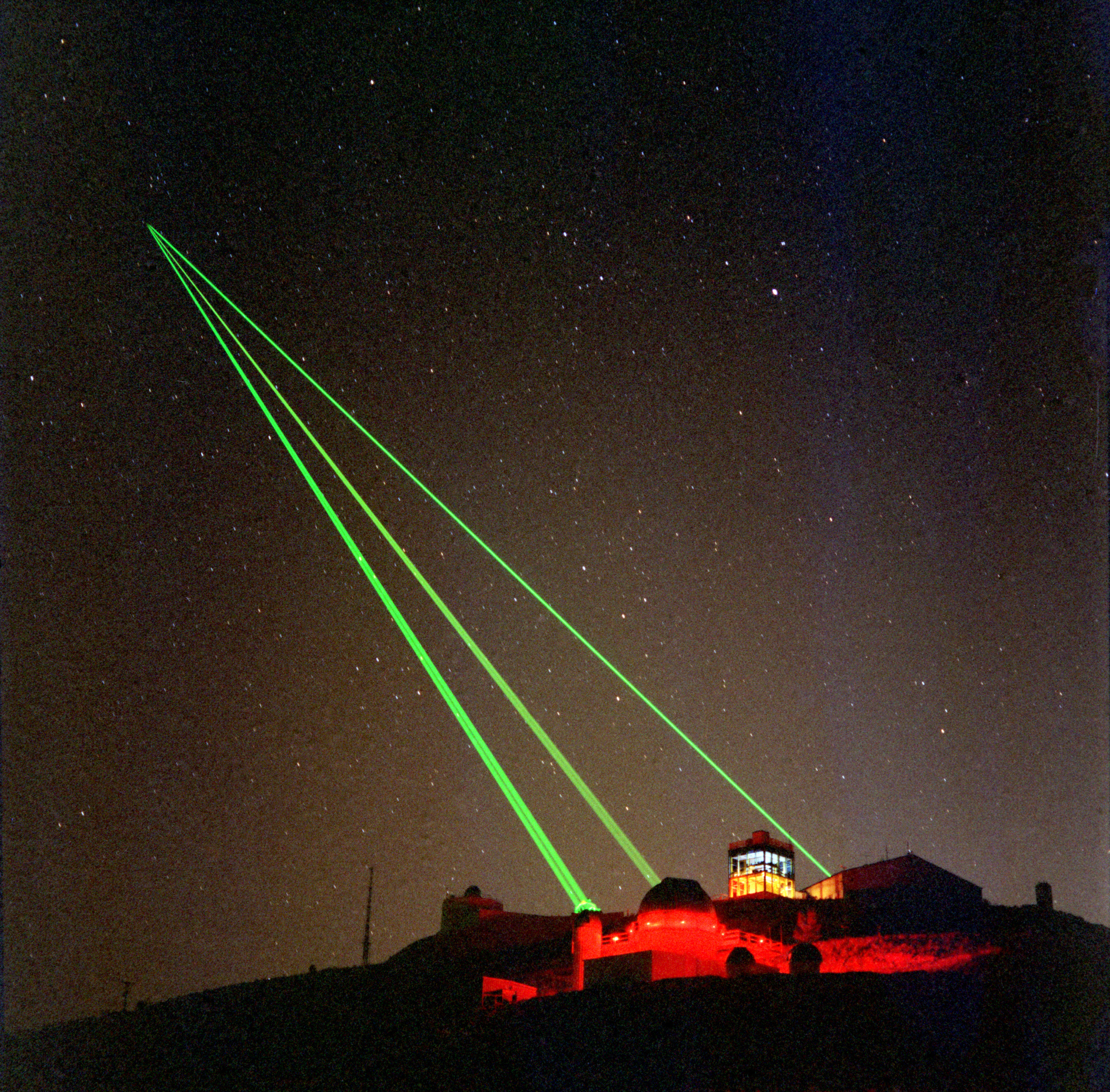
سه لیزر سبز رنگ از اس‌اوآر به یک نقطه در آسمان شلیک شده‌است.

اس‌اوآر (SOR [مخفف یا سرنام- Starfire Optical Range) یک آزمایشگاه تحقیقاتی نیروی هوایی آمریکا در پایگاه هوایی کرتلند در البوکرکی، نیومکزیکو است. وظیفه اصلی آن، طبق وب سایت رسمی، «توسعه و آشکارسازی فناوری کنترل جبهه موج‌های نوری» بیان شده‌است.
این تلسکوپ از نسل جدید تلسکوپ‌های نوری و فروسرخی محسوب می‌شود و اندازهٔ آینهٔ آن ۳٫۵ متر است.

## هدف
هدف از آن هدایت تحقیقات به سمت استفاده از اپتیک سازگار برای از بین بردن اثر سوسو زدن است. (atmospheric turbulence).در فطول مسافت اغتشاش در درستی پرتو اختلال ایجاد می‌کند. لیزر در مخابرات فواصل دور و پهنای باند زیاد کاربرد دارد و در ارتباطات هوا به هوا درستی اطلاعات مهم است. سوسو زدن همچنین در توسعهٔ لیزر نظامی هم مشکل زاست. مانند لیزر هوابرد ارتقا یافته برای رهگیری موشک‌های بالستیک بین قاره‌ای.

## بحث
بر اساس متن منتشرشده ۳ مه ۲۰۰۶ در نیویورک تایمز،در آزمایشگاه، تحقیقات به سمت چگونگی استفاده از لیزر زمین-پایه در غیر فعال کردن ماهواره‌ها هدایت شده است;که یک جنگ‌افزار ضد ماهواره است.